# Izsó utca
Az Izsó utca Budapest XIV. kerületének egyik mellékutcája. Az Abonyi utca és a Thököly út között húzódik. Nevét 1899-ben kapta Izsó Miklós (1831–1875) szobrász után.

## Története
Hivatalosan 1899-ben kapta nevét Izsó Miklós (1831–1875) szobrász után, ekkor a VII. kerülethez tartozott. 1935. június 15-én az újonnan létrehozott XIV. kerület része lett. A rövid utca egyetlen szakaszból áll és Istvánmező városrészhez tartozik.

### Híres lakói
- Malonyai Dezső (1866–1916) író (5.)

## Épületei
5. – Malonyai-villa
1906-ban épült Lajta Béla tervei alapján Malonyai Dezső (1866–1916) számára. 1912-ben gróf Haller Györgyné volt a tulajdonosa. 1990-ig az NSZK nagykövetsége működött itt. 1992 óta a budapesti Román Kulturális Intézet működik az épületben.
7. – Villa
1905-ben épült villa. Tervezője Habrill Károly vagy Hubenthal Lipót lehetett. 1911-ben Hüvös József gyógyszerész tulajdona volt.